# 1466 en santé et médecine
| Années de la santé et de la médecine : 1463 - 1464 - 1465 - 1466 - 1467 - 1468 - 1469    |
| Décennies de la santé et de la médecine : 1430 - 1440 - 1450 - 1460 - 1470 - 1480 - 1490 |

Cet article présente les faits marquants de l'année 1466 en santé et médecine.

## Événements
- 27 février : les revenus de la première loterie mentionnée dans les pays européens, organisée à Bruges par la veuve du peintre Van Eyck à l'occasion du vingt-cinquième anniversaire de sa mort, sont réservés au soutien des pauvres de la ville[1].
- 24 avril : fondation à Haubourdin, en Flandre, par Jean de Luxembourg, seigneur du lieu, et par sa femme, Jacqueline de La Trémoille, d'un hôpital de neuf lits, « sept pour héberger les pauvres passants pour une nuit à une fois et les deux autres lits pour les pauvres femmes passantes[2] ».
- Jean Cochet fonde à Saint-Aubin-du-Cormier, en Bretagne, un hôpital qu'il place sous l'invocation de saint Antoine et qui perdurera jusqu'en 1790[3].
- L'hospice du Petit-Saint-Bernard, dans les Alpes, est placé sous la tutelle de celui du Grand-Saint-Bernard[4].
- Les revenus de l'hôpital d'Aubrac ayant sévérement diminué, il s'avère nécessaire de renoncer à recevoir les voyageurs à titre bénévole pour maintenir la gratuité des soins aux malades[5].
- Vers 1466 : fondation à Liège en Flandre de l'hôpital des Cellites[6].
- 1466-1467 : fondation à Lille de l'hôpital Saint-Jean-Baptiste, dit hospice Gantois, du surnom de Jean de la Cambe, son fondateur[7].

## Décès
- Henri Arnault de Zwolle (né en 1400 ou 1401), médecin, astronome et organiste de Philippe le Bon, duc de Bourgogne[8],[9].